# Stazione di Carbonara Scrivia
Stazione di Carbonara Scrivia vasútállomás Olaszországban, Piemont régióban, Carbonara Scrivia településen.

## Vasútvonalak
Az állomást az alábbi vasútvonalak érintik:
- Milánó–Genova-vasútvonal

## Kapcsolódó állomások
A vasútállomáshoz az alábbi állomások vannak a legközelebb:
- Stazione di Tortona
- Stazione di Villalvernia